# Anderson (futebolista)
Anderson Luís de Abreu Oliveira (Porto Alegre, 13 de abril de 1988) é um ex-futebolista brasileiro que atuava como meio-campista. Ganhador do prêmio Golden Boy em 2008, seu último clube foi o Adana Demirspor, da Turquia.

## Carreira

### Início
Anderson teve seus dias de glória ainda na juventude. Na Escolinha Desportiva Mont'Serrat, em Porto Alegre, ele jogava em uma categoria acima da sua idade, pois lhe sobrava qualidade.
Teve um jogo contra o Grêmio, onde o time dele perdia, porém ele fez um golaço. Com esse gol ele acabou retornando para o Grêmio. Foi outro jogador que teve o auxílio do professor Rodrigo, então treinador da Escolinha.

### Grêmio
Aos onze anos começou a jogar nas categorias de base do Grêmio, tendo assinado o seu primeiro contrato profissional em 2004, com apenas dezesseis anos.
Anderson juntou-se a o elenco do Grêmio em 2004. Neste mesmo ano, com 16 anos, recebeu um aumento e seu salário passou de 800 reais para 40 mil. Na sua primeira temporada como profissional, atuou em seis partidas do Campeonato Brasileiro da Série A e fez um gol. Mesmo assim, suas atuações e jogadas individuais não conseguiram livrar o clube do rebaixamento para Série B.
Em 2005 iniciou o ano como titular e foi o jogador mais importante da equipe no Campeonato Gaúcho. Na Série B foi um dos poucos atletas do elenco gremista que permaneceu durante toda a competição, e com atuações decisivas, além de ajudar no acesso a Série A, foi escolhido para seleção do torneio.
Marcou seu nome na história recente do clube ao ser decisivo na histórica partida conhecida como Batalha dos Aflitos: foi dele o gol da vitória de 1–0 sobre o Náutico. O gol foi marcado logo após o goleiro Galatto ter defendido um pênalti, e mesmo tendo quatro jogadores expulsos o Grêmio conquistou o título do campeonato bem como o retorno a Série A.

### Porto
Aos 17 anos, foi negociado com o Porto em junho de 2005, mas ficou até o final da temporada atuando no Brasil. Sua incorporação oficial ao clube ocorreu no ano de 2006. Foi apresentado no clube e recebeu das mãos do presidente a camisa de número 30.
Na temporada 2006–07 se destacou muito na pré-temporada, inclusive em um torneio preparatório onde atuou contra o Manchester United; com isso, o brasileiro chamou a atenção do treinador Alex Ferguson. No entanto, Anderson foi forçado a perder cinco meses da temporada devido a uma perna quebrada. Segundo o jornalista inglês Tim Vickery, depois dessas lesões, nunca mais voltou a ser o mesmo jogador de arrancadas rápidas. Após a recuperação, regressou aos gramados estreando na Liga dos Campeões da UEFA contra o CSKA Moscou. Nesta partida foi escolhido o melhor em campo, tendo inclusive chutado uma bola na trave do goleiro Igor Akinfeev. Pelos Dragões, Anderson ainda foi campeão da Primeira Liga, da Taça de Portugal e da Supertaça de Portugal.

### Manchester United
Aos 19 anos, foi contratado ao lado do meia Nani no dia 30 de maio de 2007 pelo Manchester United, por 31,5 milhões de euros. Ferguson mandou seu irmão acompanhar Anderson por "quatro a cinco" semanas antes de assinar com o atleta.

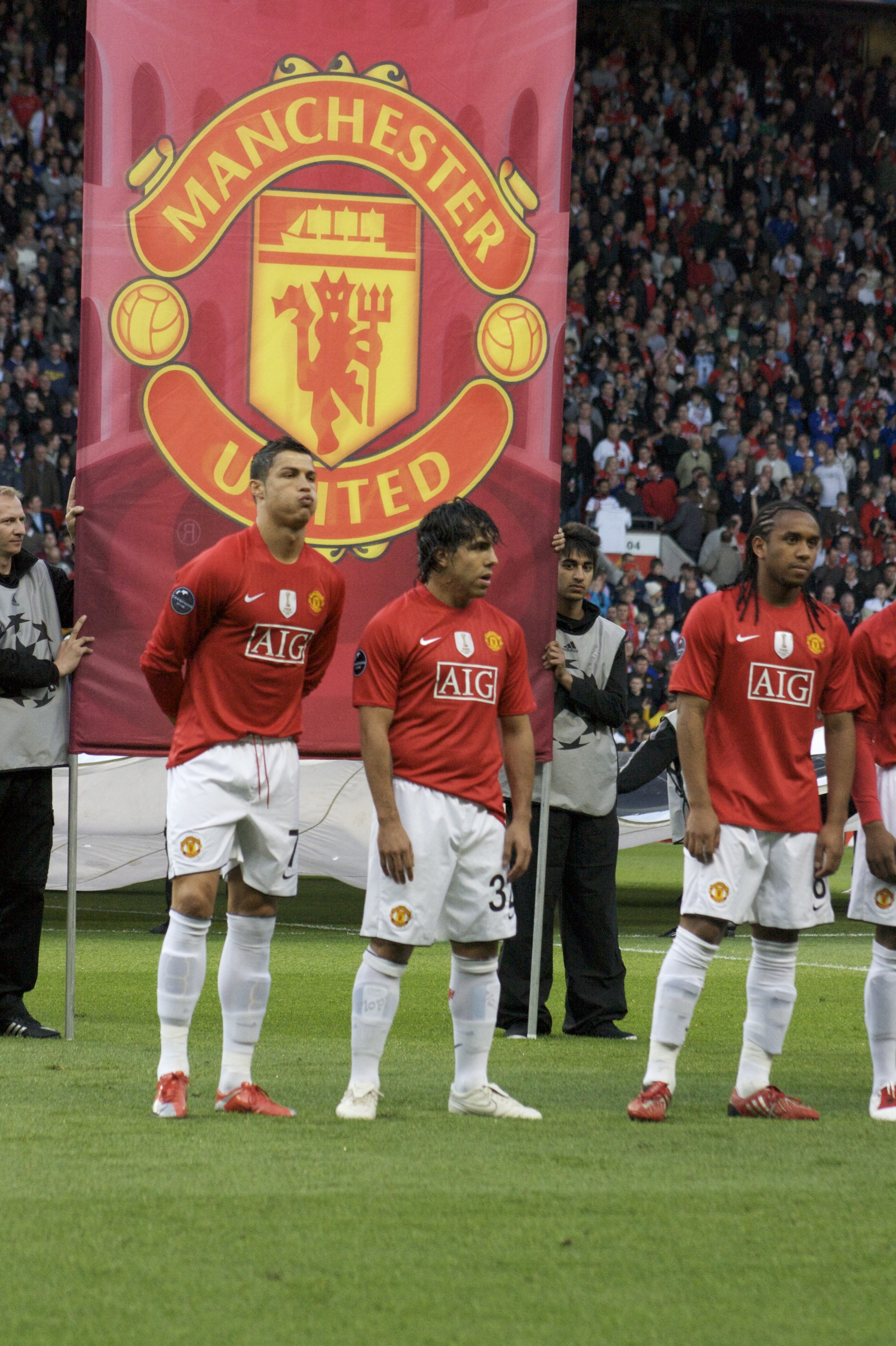
Anderson ao lado de Cristiano Ronaldo e Carlos Tévez

Após contratado, o brasileiro recebeu a camisa número 8, vestida anteriormente por Wayne Rooney, e estreou pelo clube no dia 3 de agosto. Jogou 45 minutos de um amistoso contra o Doncaster, em que o United venceu por 2–0. Seu primeiro jogo oficial foi contra o Sunderland, no dia 1 de setembro, antes de ser substituído por Louis Saha. Com a contusão do titular Paul Scholes, Anderson foi designado para a posição de segundo volante pelo técnico Alex Ferguson, e cumpriu bem o seu papel. Improvisado constantemente na posição, teve atuação regular. Também na Seleção Brasileira foi convocado para a mesma função. Alex Ferguson demonstrou admiração pelo potencial do jogador e afirmou que Anderson poderia ser o sucessor de Scholes.
No dia 21 de maio de 2008, na Liga dos Campeões da UEFA, Anderson foi decisivo na final contra o Chelsea. Após entrar no último minuto da prorrogação para substituir o zagueiro Wes Brown, o brasileiro converteu um dos pênaltis e ajudou o United a conquistar sua terceira Champions.
Já em 2009, pela Copa da Liga Inglesa, outra final foi decidida nos pênaltis; coube a Anderson encerrar a série de cobranças e assim decretar mais um título para o Manchester United. Após um empate sem gols no tempo regulamentar e na prorrogação, os Diabos Vermelhos venceram o Tottenham por 4–1. Seu primeiro gol em partidas oficiais aconteceu no dia 12 de setembro, contra o próprio Tottenham, dessa vez numa vitória pela 5ª rodada da Premier League. Titular na final da Liga dos Campeões, realizada no Estádio Olímpico, Anderson teve uma atuação discreta e não conseguiu impedir a derrota para o Barcelona. Posteriormente, durante uma entrevista em 2013, Ferguson acusou Anderson de "ter feito apenas três passes durante os primeiros 45 minutos de jogo".
No dia 8 de outubro de 2010, Anderson assistiu uma partida no Estádio do Dragão entre Portugal e Dinamarca e afirmou que gostaria de regressar a Portugal, de preferência para o Porto. Renovou seu vínculo com o Manchester United no dia 15 de dezembro, assinando um novo contrato até 2015.
Apesar de não ter sido titular absoluto em sua passagem pelo United, Anderson conquistou 12 títulos pelos Red Devils, sendo quatro edições da Premier League, duas Copas da Liga Inglesa, quatro Supercopas da Inglaterra, uma Liga dos Campeões da UEFA e uma Copa do Mundo de Clubes da FIFA. O assistente do Mancheter United, Mick Clegg, criticou Anderson por ser um jogador preguiçoso: "Ele optou por não trabalhar duro, portanto, é difícil ter muita simpatia por ele." Já o ex-companheiro Rafael alegou que a melhor forma de Anderson era quando ele tinha muitos jogos, porque era quando ele "não conseguia comer tanto".
O jogador encerrou sua passagem pela equipe de Manchester com 181 partidas, sendo o brasileiro com mais jogos pelo clube. No entanto, teve sua marca ultrapassada em janeiro de 2023 pelo volante Fred.

### Empréstimo à Fiorentina
Em 17 de janeiro de 2014 foi emprestado à Fiorentina, assinando com o clube italiano até o final da temporada. Na apresentação oficial, recebeu a camisa de número 88 e adotou o nome "Andow". Realizou sua estreia com a camisa roxa no dia 26 de janeiro, num empate por 3–3 contra o Genoa, entrando aos 74 minutos no lugar de Alberto Aquilani.

### Internacional
Após não renovar com a Fiorentina, foi contratado pelo Internacional no dia 3 de fevereiro de 2015, assinando por quatro temporadas. Apesar de receber um alto salário, não correspondeu dentro de campo e esteve presente no rebaixamento do Inter no Campeonato Brasileiro de 2016. Em outubro, durante um treino, Anderson brigou com o lateral-direito William e as imagens viralizaram na internet.
No total, o meia disputou 88 partidas pelo clube gaúcho, marcou apenas seis gols e foi bastante criticado pela torcida.

### Coritiba e rescisão com o Inter
Fora dos planos colorados, em fevereiro de 2017 Anderson foi emprestado ao Coritiba. Quase um ano depois, no dia 18 de janeiro de 2018, o jogador teve o seu contrato com o Internacional rescindido.

### Adana Demirspor
No dia 30 de julho de 2018, acertou sua ida ao Adana Demirspor, da Turquia.

### Aposentadoria
Após disputar apenas uma partida na temporada 2019–20, se aposentou em setembro de 2019, aos 31 anos de idade.
| “                                             | O Anderson decidiu deixar o futebol, reduziu o ordenado em 400 mil euros e vai continuar trabalhando no clube. Acredito que seja muito útil nas relações externas. | ” |
| — Murat Sancak, presidente do Adana Demirspor | |   |

## Seleção Nacional
Em 2005, esteve presente com a Seleção Brasileira Sub-17 que venceu o Campeonato Sul-Americano e chegou à final da Copa do Mundo da mesma categoria, onde viria a perder para a Seleção Mexicana. Neste jogo, Anderson lesionou-se e não pode ajudar sua equipe. Ainda assim, foi considerado o melhor jogador do torneio.
Anderson fez sua estreia pela Seleção Brasileira principal em 27 de junho de 2007, na derrota para o México por 2–0 pela Copa América, substituindo o meia Diego Ribas. Sua primeira partida como titular foi no dia 1 de julho, na vitória por 3–0 contra o Chile.
Em julho de 2008, foi convocado pelo treinador Dunga para os Jogos Olímpicos. Anderson marcou seu primeiro gol pela Seleção Brasileira no dia 10 de agosto, na goleada de 5–0 contra a Nova Zelândia. Ao final da competição, a equipe obteve a medalha de bronze.

## Polêmicas
Em agosto de 2021, foi denunciado pelo Ministério Público do Rio Grande do Sul pelo envolvimento na Operação Criptoshow. A operação investiga um grupo de hackers por esquema ilegal envolvendo bitcoin que burlaram o sistema de informática do Banco Santander e desviaram 35 milhões de reais da metalúrgica Gerdau.
Em setembro de 2024, teve a prisão decretada pela Justiça do Rio Grande do Sul por não pagamento de pensão alimentícia, chegando a dever mais de R$ 300 mil de pensão para a mãe de dois filhos.

## Títulos
Grêmio
- Campeonato Brasileiro - Série B: 2005

Porto
- Primeira Liga: 2005–06 e 2006–07
- Taça de Portugal: 2005–06

Manchester United
- Premier League: 2007–08, 2008–09, 2010–11 e 2012–13
- Liga dos Campeões da UEFA: 2007–08
- Supercopa da Inglaterra: 2008, 2010, 2011 e 2013
- Copa da Liga Inglesa: 2008–09 e 2009–10
- Copa do Mundo de Clubes da FIFA: 2008

Internacional
- Campeonato Gaúcho: 2015 e 2016
- Recopa Gaúcha: 2016

Coritiba
- Campeonato Paranaense: 2017

Seleção Brasileira
- Campeonato Sul-Americano Sub-17: 2005
- Copa América: 2007
- Jogos Olímpicos de Verão de 2008: Medalha de Bronze

### Prêmios individuais
- Melhor jogador da Copa do Mundo FIFA Sub-17: 2005
- Melhor jogador do Campeonato Brasileiro - Série B: 2005
- Melhor jogador da Primeira Liga: 2006–07
- Golden Boy: 2008[37]